# CHNOPS

CHNOPS

CHNOPS è l'acronimo dei sei elementi maggiormente presenti in chimica organica, ovvero carbonio (C), idrogeno(H), azoto (N), ossigeno (O), fosforo (P) e zolfo (S).
Nonostante questi elementi non siano i più presenti sulla crosta terrestre (il contenuto di silicio e alluminio, ad esempio, è di gran lunga maggiore a quello di fosforo), essi sono quelli che stanno alla base della materia vivente.

## Perché proprio questi
Le teorie sulle motivazioni per cui questi elementi siano così importanti per la vita vanno ricercate nel loro comportamento chimico. Infatti tutti questi elementi tendono a condividere elettroni, formando così legami covalenti, talvolta anche tra più di due atomi; tali legami sono molto resistenti visto che questi elementi hanno anche un piccolo raggio atomico e gli elettroni sono quindi molto vicini ai nuclei. Si stima che il 99% della materia vivente sia formata da atomi di questo tipo.  

## Un'eccezione
Nel 2010 è stato trovato nel Mono Lake in California un batterio che sarebbe in grado di sostituire il fosforo nelle proprie molecole con l'arsenico. L'arsenico è tossico per la maggior parte degli organismi per via della sua tendenza a sostituirsi al fosforo nelle molecole organiche, tendenza che questo batterio sembrerebbe, in ambienti ricchi di arsenico, poter sfruttare a suo vantaggio. L'arsenico è molto simile al fosforo, nella tavola periodica i due elementi si trovano nello stesso gruppo e in periodi successivi. Questo è lo stesso principio sulla base del quale gli esobiologi ipotizzano una vita basata sulla chimica del silicio anziché del carbonio. Lo studio del 2010 è stato però in seguito smentito da altri ricercatori che hanno provato senza successo a replicarne i risultati dimostrando che il batterio non presenta quantità rilevabili di arsenato al posto del fosfato nel DNA e che non è in grado di crescere in assenza di fosforo.